# Agrostophyllum crassicaule
Agrostophyllum crassicaule är en orkidéart som beskrevs av Rudolf Schlechter. Agrostophyllum crassicaule ingår i släktet Agrostophyllum och familjen orkidéer.

## Underarter
Arten delas in i följande underarter:
- A. c. bismarckiense
- A. c. crassicaule